# Вълната (филм, 1891)
„Вълната“ (на френски: La vague) е френски късометражен ням филм от 1891 година, заснет от изобретателят и режисьор Етиен-Жул Маре. Той е първият в историята известен френски филм.